# Буди Утомо
Бу́ди Уто́мо (яв. Budi Utomo — высокая цель) — первая национальная общественно-политическая организация в Индонезии. Была учреждена 20 мая 1908 года в Батавии, первый съезд организации состоялся в октябре того же года в Джокьякарте.
Изначально выступала сугубо с социально-экономическими требованиями: ратовала за развитие «туземной» торговли, промышленности, ремесла и сельского хозяйства, образования и медицинского обслуживания для коренного населения. Среди лидеров были Сутомо, Вахидин Судирохусодо, Умар Саид Чокроаминото, Нур Сутан Искандар  и др.
В 1917 году выдвинула политические лозунги: выступала за обеспечение равенства прав индонезийцев с европейцами и формирование парламента, который бы подготовил план постепенного перехода колонии к самоуправлению. В дальнейшем в «Буди Утомо» возобладало умеренное крыло, объявившее организацию не политическим, а социально-культурным объединением. 
В 1935 году слилась с рядом других партий и организаций, образовавших Партию великой Индонезии (Париндра) (1935-1942 годы) под руководством Сутомо и М. Тамрина. Ее программа выдвигала требования создания «великой» Индонезии на базе общенационального единства.
День создания отмечается в Индонезии как «День национального пробуждения» (индон. Hari Kebangkitan Nasional).